# Partido Demócrata (Chipre del Norte)
El Partido Demócrata (turco: Demokrat Parti, DP), oficialmente conocido como Partido Demócrata - Fuerzas Nacionales (turco: Demokrat Parti - Ulusal Güçler), es un partido político conservador en la República Turca de Chipre Del norte. El dirigente del partido es Fikri Ataoğlu, sucesor de Serdar Denktash, hijo del presidente anterior Rauf Denktash.
El Partido Demócrata fue fundado como escisión del partido gobernante de derechas, el Partido de Unidad Nacional (UBP), en 1992. El partido fue fusionado en 1993 con el Partido Nuevo Nacimiento (YDP), un partido que representa los intereses de los colonos turcos en el Norte de Chipre, y coherentemente hubo altos niveles de apoyo en la población asentada hasta las elecciones de 2003. Rauf Denktash tuvo una influencia considerable en el partido.
En las elecciones legislativas para la Asamblea de la República el 20 de enero de 2005, el partido ganó 13.5% del voto popular y 6 fuera de 50 asientos. Su candidato, Mustafa Arabacıoğlu, ganó 13.3% de los votos en las presidenciales de Chipre del Norte el 17 de abril de 2005. En las elecciones legislativas el 19 de abril de 2009 el DP ganó 5 de 50 asientos y 10.7% del voto popular.
En el 2013, 8 miembros del parlamento, renunció al Partido Nacional de Unidad (UBP) y se unió al Partido Demócrata. La parte que posteriormente pasó a llamarse Partido Demócrata - Fuerzas Internacionales. En las elecciones legislativas de 2013, el DP aumentó considerablemente la proporción de los votos y ganó 12 de los 50 escaños y el 23,2% de los votos populares. La parte que posteriormente pasó a convertirse en el socio menor de la coalición de gobierno bajo el Partido Republicano Turco (CTP). sin embargo, en 2014, cuatro miembros del parlamento renunciaron al partido y tres de ellos se unieron al Partido de la Unidad Nacional. En julio de 2015, el partido se convirtió en el principal partido de la oposición, en contra de la CTP-UBP de la coalición. Se unió al gobierno como socio menor de nuevo, esta vez con la UBP, en abril de 2016.

## Resultados electorales
| Año  | Votos   | %     | Escaños | +/-         | Gobierno  |
| ---- | ------- | ----- | ------- | ----------- | --------- |
| 1993 | 523.487 | 29,20 | 16/50   |             | Coalición |
| 1998 | 246.602 | 22,60 | 13/50   | 3           | Coalición |
| 2003 | 172.650 | 12,94 | 7/50    | 6           | Coalición |
| 2005 | 174.721 | 13,47 | 6/50    | 1           | Coalición |
| 2009 | 150.695 | 10,64 | 5/50    | 1           | Oposición |
| 2013 | 288.021 | 23,15 | 12/50   | 7           | Coalición |
| 2018 | 421.792 | 7,84  | 3/50    | 9           | Coalición |
| 2022 | 369.239 | 7,41  | 3/50    | Sin cambios | Coalición |